# Oxymetopa phaeogramma
Oxymetopa phaeogramma is een processievlinder uit de familie van de tandvlinders (Notodontidae). De wetenschappelijke naam van de soort is voor het eerst geldig gepubliceerd in 1943 door Turner.